# Weissella halotolerans
Weissella halotolerans (abreujat W. halotolerans) i conegut anteriorment com a Lactobacillus halotolerans és un bateri grampositiu. Hom el troba en forma de bacils o cocs que formadors de cadenes. pot créixer entre 10 i 40 °C per tant són tèrmicament mesofílics. Fermenten una gran quantitat de sucres, verbi gratia glucosa, fructosa, maltosa, mannosa i gluconat. El seu contingut G+C és del 45% i el seu genoma, un dels menors del seu gènere és d'unes 1.36Mb.
Pot ésser trobat en la rizosfera de l'olivera i en el sòl que l'envolta. També està associada a productes carnis, on s'ha trobat per exemple en salsitxes fermentades. Sembla que aquesta espècie predominaria en el deteriorament de productes carnis envasats al buit. A diferència d'altres espècies del gènere, aquesta no sembla tenir relació directa amb l'ésser humà.